# Antoinette Révilly
Antoinette Jeanne Hermance Révilly, née à Lyon le 3 mai 1822 et morte à Puteaux le 14 février 1900, est une actrice de théâtre et chanteuse mezzo-soprano française.

## Biographie
Fille d'un danseur lyonnais, elle étudie au Conservatoire de Paris où elle remporte un premier prix de chant et un premier prix d'opéra. Engagée dès 1840 par l'Opéra-Comique, elle y débute dans le rôle de Marie dans La Fille du régiment et s'y produira jusqu'en 1875.
En 1878, elle accepte de tenir le rôle d'Arabelle dans la pièce de théâtre de Jules Verne et Adolphe d'Ennery Les Enfants du capitaine Grant pour le Théâtre de la Porte-Saint-Martin. 

## Théâtre
- 1841 : La Jeunesse de Charles-Quint d'Alexandre Montfort
- 1841 : Frère et Mari de Auguste Humbert et Théodore Polak, musique de Louis Clapisson : Hortense
- 1842 : Le Duc d'Olonne d'Esprit Auber, Eugène Scribe et Saintine : Mariquita
- 1842 : Le Code noir de Louis Clapisson : Gabrielle
- 1843 : La Part du diable d'Esprit Auber et Eugène Scribe : Marie-Thérèse
- 1844 : La Sainte-Cécile de Jacques-François Ancelot et Alexis Decomberousse, musique de Montfort
- 1845 : La Barcarole : Clélia
- 1847 : La Cachette d'Ernest Boulanger
- 1848 : Le Val d'Andorre de Fromental Halévy : Thérèse
- 1851 : Bonsoir, Mr Pantalon !
- 1852 : Le Carillonneur de Bruges de Albert Grisar
- 1855 : La Cour de Célimène d'Ambroise Thomas
- 1855 : Les Saisons de Victor Massé
- 1857 : Psyché d’Ambroise Thomas
- 1857 : Le carnaval de Venise d'Ambroise Thomas :
- 1865 : Le Voyage en Chine d'Eugène Labiche et Alfred Delacour, sur une musique de François Bazin : Caroline
- 1867 : Robinson Crusoé de Jacques Offenbach, Eugène Cormon et Hector Crémieux : Deborah
- 1867 : Le Fils du brigadier de Labiche, Delacour, musique de Massé : la Colonelle
- 1869 : Vert-Vert de Jacques Offenbach
- 1869 : La Petite Fadette de Théophile Semet
- 1873 : Le roi l'a dit de Léo Delibes et Edmond Gondinet : Marquise de Moncontour
- 1878 : Les Enfants du capitaine Grant de Jules Verne et Adolphe d'Ennery